# Emil Frederiksen
Emil Frederiksen (* 5. September 2000 in Viborg) ist ein dänischer Fußballspieler. Er war dänischer Nachwuchsnationalspieler.

## Karriere

### Verein
Emil Frederiksen wechselte zum 1. Januar 2017 von Viborg FF aus seiner Geburtsstadt in die Niederlande in das Internat des SC Heerenveen. Dem Mittelfeldspieler gelangen in der Saison 2017/18, seiner ersten Saison in der A-Jugend (U19), in 30 Pflichtspielen in der A-Junioren Eredivisie sowie in der A-Junioren Eerste Divisie zwölf Tore. In der Folgesaison kam er in 19 Partien zum Einsatz und schoss drei Tore. Für die Reservemannschaft in der Beloften Eredivisie spielte Frederiksen in 24 Spielen und schoss vier Tore. Nach weiteren neun Spielen für die Reserve des SC Heerenveen kehrte er auf Leihbasis Ende Januar 2020 nach Dänemark zurück und schloss sich bis Jahresende dem Erstligisten SønderjyskE Fodbold aus Haderslev (deutsch Hadersleben) in der dänisch-deutschen Grenzregion an. Sein erstes Spiel in der Superliga gab er am 23. Februar 2020 bei einer 1:2-Niederlage im Auswärtsspiel gegen den FC Nordsjælland in der Superliga.

### Nationalmannschaft
Im Jahr 2016 spielte Emil Frederiksen in zwei Freundschaftsspielen für die U16 der Dänen, ehe er von 2016 bis 2017 in gleichfalls zwei Partien für die dänische U17-Nationalmannschaft auflief. Im März 2018 absolvierte er zwei Spiele für die U18-Elf Dänemarks, als er in zwei Freundschaftsspielen in Hradec Králové gegen Tschechien zum Einsatz kam. In der Folge spielte Frederiksen bis 2019 in der dänischen U19-Nationalmannschaft und absolvierte auch zwei Spiele in der Qualifikation für die Europameisterschaft 2019 in Armenien, die allerdings verfehlt wurde.